# Maxwell Creek
Maxwell, anciennement Occident, est une census-designated place des États-Unis dans le comté de Colusa en Californie.

## Démographie
| 2000  | 2010  | - | - | - | - |
| ----- | ----- | - | - | - | - |
| 1 066 | 1 103 | - | - | - | - |